# Вендиш Варен
Вендиш Варен (њем. Wendisch Waren) општина је у њемачкој савезној држави Мекленбург-Западна Померанија. Једно је од 76 општинских средишта округа Пархим. Према процјени из 2010. у општини је живјело 384 становника. Посједује регионалну шифру (AGS) 13060084.

## Географски и демографски подаци
Вендиш Варен се налази у савезној држави Мекленбург-Западна Померанија у округу Пархим. Општина се налази на надморској висини од 51 метра. Површина општине износи 14,0 km². У самом мјесту је, према процјени из 2010. године, живјело 384 становника. Просјечна густина становништва износи 27 становника/km².